# 당산철교
당산철교(堂山鐵橋)는 서울 지하철 2호선의 당산역과 합정역을 연결하는 철교이다. 한강의 3번째 철교로, 1983년 11월에 완공되어 1984년 5월 22일 서울 지하철 2호선의 완전 개통으로 운행되기 시작하였다. 현재의 당산철교는 안전 문제로 1997년 1월 1일에 철거한 후 재시공하여 1999년 11월 22일에 개통된 것으로, 교량의 길이는 약 1.2km, 높이는 약 30m에 이른다.

## 연혁
- 1980년 2월: 착공
- 1983년 11월: 준공
- 1984년 5월 22일: 서울 지하철 2호선 전구간 개통으로 운행시작.
- 1997년 1월 1일: 전면 철거 돌입[1]
- 1999년 11월 22일: 재개통[2]

## 구 교량
당산철교가 위치한 구간은 문래동의 영등포구청역을 출발한 직후 지상으로 나와 당산동을 고가교로 통과하며 한강을 도하하는 구간이었다. 한강 상류의 잠실철교와 달리 한강 북단인 합정동 측은 절두산기념관과 성당(지금의 서울 양화나루와 잠두봉 유적), 외국인묘지가 있어 합정역에 도달하기전 지하로 진입하는 선형으로 계획되었다. 합정역 도착전의 지하접속마저도 전술한 요인으로 인한 지장물 문제로 선형을 계획하기 쉽지 않은 구간으로 어느 계획안이든 곡선이 생길 수 밖에 없는 구간이었다. 그리고 당산역의 위치도 현재와 달랐는데 이는 지상/지하 접속부의 구배와 전동차 등판력 확보를 위한 것으로 합정 방향으로 약 200m 가량 조정하여 현재와 같은 위치가 되었다.
현재의 지하철 단일교 외에 동쪽의 잠실철교처럼 교량 양측에 편도 2차선 도로를 병설하거나 현재의 청담대교 같은 2층 교량안 등 철도·도로 병용교 안도 기획되었다. 하지만 인접한 곳의 양화대교가 존재했던데다 전술한 합정동 일대의 지장물과 주택가 통과 문제, 강변도로의 진입램프 확보가 불가능했기에 실제 계획으로 이어지지는 않았다.
상부구조는 당산역 측의 남단과 합정역 측의 북단 접속부는 지간 40m의 단순 강판형교, 한강 중심부는 트러스교로 구성되어 있다. 트러스 구조는 단순 프랫 트러스 하부에 곡선을 준 하부 곡현 프랫트러스 구조로 전반적으로는 하로교에 속하나 교각부는 중로교인 형태였으며, 같은 단순 강하로판형교 구간도 남단과 북단이 미묘한 차이가 있었는데 남단은 무도상 교량, 북단은 유도상 교량이었다.
교량완성은 1983년 11월이었지만 2호선의 공사가 전반적으로 지연된 상황이었기에 당산철교의 열차운행은 당초 예정보다 반년이 지난 1984년 5월에 시작되면서 2호선의 순환운행이 본격 시작되었다. 하지만 상부구조를 중심으로 자재난과 시공능력 부족 등 여러 사유로 시공불량 개소가 생겼으며 이는 후술할 안전성 논란의 단초가 되었다.

## 안전성 논란과 재시공
개통 3년차인 1987년 트러스교 부분에서 트러스 주부재인 사(斜)재가 절단되는 사고가 일어났다. 다만 열차의 하중을 직접적으로 지탱하는 가로보(Floor Beam)가 연결된 수직재(Vertical Beam)에서 일어난 사고는 아니었기에 당장 큰 위험으로 이어지지는 않았다. 하지만 철교를 관리하는 주체인 지하철공사를 중심으로 내부 관계자 사이에서는 당산철교 구조에 문제가 있다는 소문이 돌기 시작했으며, 심지어 2호선을 운행하는 승무원(운전사, 차장)들 사이에서도 "정상 속도로 운행할 경우 당산철교 구간에서만 진동이 심하다"는 이야기가 돌기 시작했다. 
결국 개통 8년차인 1992년 10월 자체 실시된 점검에서 세로보(Stringer)의 균열 등 최초로 구조적 이상 징후가 포착되었다. 이후 실시된 정밀안전진단 결과 열차 하중이 가해지는 가로보와 세로보의 교체, 즉 현재 상태로는 교량의 안전을 담보하기 어려움을 시사하는 내용이었다. 가로보와 세로보를 교체하는 것만으로도 최소 1년간 열차운행이 중단되는 상황이었기에 지하철공사에서는 이상발생 개소에 스톱홀(Stop Hole)을 뚫고 당산철교 구간 운행속도를 시속 30km/h로 제한하는 것 외에 별다른 조치를 취하지는 않았다.
이후 1994년 10월 21일에 일어난 성수대교 붕괴 사고의 여파로 당산철교도 교량 안전 점검 후폭풍이 불었다. 완공 10년 후에 실시된 교량 점검 과정에서, 상판은 물론 교각 자체에도 균열 현상이 급속히 확산되는 등 심각한 문제가 발견되었는데 이는 전술한 1992년 정밀안전진단 당시보다 더 악화된 상황이었다. 또한 전술한 부재의 균열 확산을 저지하기 위한 대책으로 실시된 스톱홀 시공마저도 부적절한 공법 등 비리가 드러났으며 심지어 스톱홀을 시공했던 개소에서도 균열이 확산되고 있었다. 1994년 11월부터는 2호선 전동차가 시속 30km 정도로 서행 운행할 수밖에 없을 정도로 균열이 심해져 결국 전면 재시공이 결정되었다. 당초 1997년 3월경부터 공사에 들어갈 예정이었으나, 수요가 많은 2호선의 특성상 재차 시기를 앞당겨 1996년 12월 31일 마지막 열차 운행을 끝으로 다음 날인 1997년 1월 1일부터 대대적인 공사가 시작되어 당산역 - 합정역 구간이 한때 단절되었다.
철거를 시작한 첫 날에는 우려했던 대로 당산철교가 바로 붕괴되기도 하였으며, 1997년 5월 22일에는 철거 도중에 상판이 기울어지기도 하였다. 이후 약 3년간 당산역과 합정역 및 홍대입구역을 임시로 오가는 무료 셔틀버스가 운행되었고 2호선 열차가 당산역과 합정역에 임시로 회차선을 만들어 회차하기도 하였다. 1999년 11월 22일 당산철교가 다시 개통되어 현재까지 별다른 문제 없이 교량의 역할을 잘 수행하고 있다.

## 참고서적
- 서울지하철2호선건설지 - 서울특별시지하철공사, 1989년
- 서울지하철2호선서교동-철교-당산동설계용역 설계종합보고서:기본계획및실시계획 - 서울특별시지하철본부, 1979년

## 같이 보기
- 성수대교